# Сопелкино
Сопелкино — деревня в Грязовецком районе Вологодской области.
Входит в состав Ростиловского муниципального образования, с точки зрения административно-территориального деления — в Ростиловский сельсовет.
Расстояние по автодороге до районного центра Грязовца — 17 км, до центра муниципального образования Ростилово — 10 км. Ближайшие населённые пункты — Ситниково, Абанино, Кебас.
По переписи 2002 года население — 77 человек (37 мужчин, 40 женщин). Всё население — русские.